# Nyindrou
Le nyindrou (ou lindau, ou lindrou ou nyada ou salien) est une des langues des îles de l'Amirauté, parlée par 4 200 locuteurs, dans l'île de Manus (dans dix villages de la côte occidentale). Il existe un dialecte babon parlé dans trois villages méridionaux. C'est une langue SVO.